# راهول روي
راهول روي هو عارض وممثل هندي، ولد في 9 فبراير 1968 في الهند.

## وصلات خارجية
- راهول روي على موقع IMDb (الإنجليزية)
- راهول روي على موقع أول موفي (الإنجليزية)
- راهول روي على موقع قاعدة بيانات الفيلم (الإنجليزية)
- راهول روي على موقع كينوبويسك (الروسية)